# Z会
Z会（ゼットかい、Z-KAI）は、株式会社増進会ホールディングス（ぞうしんかいホールディングス、英: Zoshinkai Holdings Inc.）を持株会社とするZ会グループが提供する教育事業の名称、ならびに同社の完全子会社で事業会社である株式会社Z会（英: Z-kai Inc.）をさす。

## 運営会社
かつては、株式会社増進会出版社が、「増進会」（愛称・Z会）の名称で通信教育事業等を行っていた。株式会社増進会出版社が通信教育事業を行い、関連会社の株式会社Z会対面教育が教室での教育事業を、株式会社Z会出版が出版事業を行っていた。
2006年2月1日に、事業を再編して持株会社体制へ移行。子会社であった株式会社Z会出版に、増進会出版社の事業を移管し、同時に株式会社Z会対面教育と合併させて、事業会社とし、株式会社Z会に商号（社名）変更した。これにより、株式会社増進会出版社は持株会社となった。2018年4月1日に、株式会社増進会出版社は株式会社増進会ホールディングスに社名変更した。
本社は静岡県三島市文教町1-9-11。

## Z会概要
通信教育の対象は幼児・小学生・中学生・高校生・大学生・社会人向けと幅広い。東大・京大などの難関大学の合格者が多く、2024年度入試では東大合格者は1,063人、京大合格者は808人となっている。
大学受験科は、月2回の添削問題を提出し、添削済答案の間違った部分の指導内容と「解答・解説編」（旧「増進会旬報」）に目を通して理解していくのが基本的な学習スタイルとなる。通信添削などの問題のかつてのレベルは非常に高く、考えさせることに重点をおいているために、ある程度の学力や意思が無い限り続けることが困難であった。2019年現在はできる限りレヴェルやコースを割って対応している。
2019年度より、学校法人駿河台学園と業務提携し、「第1回東大入試実戦模試」「第1回京大入試実戦模試」を共催している。
また、学習参考書や資格試験の教材を出版している他、1990年代に入ると添削受講者数の減少と時代のニーズに対応し、学習塾・予備校の分野に進出。学習塾として首都圏と関西圏に「Z会進学教室」、学研と共同で全国各地にフランチャイズ方式の学習塾学研教室のメニューとして組み入れ（学研教室Z会コース）のほか、大学受験予備校として東京・横浜に「Z会東大進学教室」、京都・大阪・神戸などに「Z会京大進学教室」、渋谷・本郷三丁目に東大・医大志望者向けの完全個別指導塾（中高一貫校中学生・高校生・大学受験生）「Z会東大個別指導教室プレアデス」を開校している。なお、最初に対面教育の拠点を置いたのは1985年だが、同時期より「Z会」を無断で称する団体による勧誘が相次いだことから、1980年代後半には「当面渋谷以外で教室を開く予定はありません」（1987年の案内書）などと注意を呼びかけていた。
1980年代には、アチーブメントテスト（いわゆる業者テスト）を請け負っていた事でも知られる。
「Z会」、「増進会」は株式会社増進会出版社の登録商標（第1508704号、第1508705号ほか）である。1982年に初めて商標登録された。

## 沿革
- 1931年（昭和6年） - 藤井豊が東京・淀橋（新宿）において、「実力増進会」を創設。通信添削を主とする業務を開始した。
- 1945年（昭和20年） - 戦災により指導を中断。
- 1952年（昭和27年） - 静岡県中伊豆にて添削指導を再開。会社の正称を「増進会」とし、会員がつけた愛称「Z会」を略称として併用するようになる。
- 1960年（昭和35年） - 個人営業から法人化。有限会社増進会出版社を設立。
- 1961年（昭和36年） - 通信添削高校生コースを開講。
- 1979年（昭和54年） - 静岡県駿東郡長泉町に本店を移転。
- 1982年（昭和57年） - 通信添削中学生コースを開講。
- 1985年（昭和60年） - 株式会社に組織変更し、株式会社増進会出版社に商号変更。また、渋谷に対面教育を行うための進学Z会渋谷教室を開校。
- 1991年（平成3年） - 高校生向けの対面教育、東大マスターコースを恵比寿に開校。
- 1993年（平成5年） - 中学生コースに、通信教育中学作文コースを開講。
- 1994年（平成6年） - 高校生向けの対面教育、京大マスターコースを大阪本部教室に開校。
- 1999年（平成11年） - 通信教育小学生コース（現・小学生コース）を6年生を対象に静岡･大阪地域限定で開講。
- 2000年（平成12年） - 通信教育小学生コースを全国展開する。出版事業を株式会社ゼット会出版（法人としては現在の株式会社Z会）として分社化。
- 2002年（平成14年） - 大学生・社会人を対象にした、キャリア開発コースを開講した。また、小学生コース4年生コースを開講。
- 2004年（平成16年） - 今までの小学生コースを通信教育小学生Nコースとし、新たに小学1年生を対象にした通信教育小学生Eコースを開講。
- 2005年（平成17年） - 通信教育小学生Eコースに2・3年生コースを開講し、小学生から大学受験生まですべての学年に対応するようになる。
- 2006年（平成18年） - 株式会社増進会出版社（元・通信教育部門）、株式会社Z会対面教育（元・教室部門）、株式会社Z会出版の3社を経営統合し、事業会社の「株式会社 Z会」が発足。株式会社増進会出版社はこれにより純粋持株会社化。また、通信教育小学生コースに中学受験3年生コースを開講（4 - 6年生は2007年以降に開講）、中学受験にも対応するようになる。
- 2008年（平成20年） - ena大学受験部(渋谷・お茶の水・横浜・京都・西宮)を買収。Z会enaと名称を変更し、傘下に置く。また同時に、enaとテキストの使用を含め協力関係を構築。通信教育幼児コース（現・幼児年中・年長コース）を開講。
- 2009年（平成21年） - 増進会出版社が株式会社栄光との業務提携を決定。栄光の第2位の大株主となる。
- 2013年（平成25年） - 通信教育幼児年少コースを開講し、幼児から大学受験生まで全学年対応となる。
- 2015年（平成27年） - フジテレビ・関西テレビ・BSフジ共同製作の深夜アニメ『暗殺教室1stシーズン』の授業パート監修に参加。株式会社igsZの株式を70％取得し、筆頭株主として資本参加。さらに5月には、栄光ホールディングスに対する株式公開買付（TOB）を実施し完全子会社化する意向を表明[10]、8月に子会社化した[11]。
- 2016年（平成28年） - フジテレビ・関西テレビ・BSフジ共同製作の深夜アニメ『暗殺教室 SECOND SEASON』の授業パート監修に参加。
- 2018年（平成30年）
  - 4月1日 - 株式会社増進会ホールディングスに社名変更、株式会社Z会とともに三島市に本店を移転[12]。
  - 7月18日 - 学校法人駿河台学園との業務提携契約を締結し、2019年度から模試の共催などを始めることを発表した。[13]
- 2022年
  - 6月30日 - 増田塾を運営する株式会社MYFRONTIERの全株式を取得し、完全子会社化[14]。
  - 7月29日 - EduLabとの間で資本業務提携契約を締結。同年8月2日に子会社の株式会社ZE1が、EduLabの経営陣から株式を取得[15][16]。
  - 12月1日 - 株式会社栄光に株式会社増田塾が経営統合

## マーケティング戦略
まだ大学進学者が少なかった昭和期は、片手に「熟語本位英和中辞典」（斎藤秀三郎著、岩波書店刊）、もう片手にZ会というのが定番の英語の勉強法であり、これで語学の世界に飛び込んだ者が多くいた。
1990年代の平成期からは全国の公立進学校あるいは私学中高一貫校の児童を持つ家庭に片っ端からDMを送付し、一科目からでも受講できると謳ったため入会者数が増え始めた。一科目だけなら4000円を切ったため、富裕層でなくても受講できた。1993年からはセンター試験コース（英語・数学・国語の三科目独立型だった）が開設されたため、さらに受講者数が増えた。1990年代までの解説集は「増進会旬報」で、全教科の回答を一冊にまとめて郵送されていた（これは氷河期世代に課せられる受験科目が多かったことに起因している）が、現在このシステムはもうない。
2000年代に入ると、大々的にテレビCMを展開するようになった。CMには野球選手イチローやサッカー選手小野伸二も起用した。2000年代後半には4パターンの対象部門別CMを15秒の尺で制作するようになり、現在提供しているテレビ番組では「幼児向け+小学生向け」「中学生向け+高校生向け」の2パターンによる週替わりで放送している。2000年には辞書を出していたこともあった。
漫画『ドラゴン桜』の原作者三田紀房をZ会主催の講演会に招くなどのコラボレーションも実施。受験生にアピールするために様々な方法を展開している。
2014年にはアニメーション監督新海誠らによるCM作品「クロスロード」を制作した。
2020年代現在の価格設定は、1教科（あるいは1セット）3500円から5980円の間である。タブレットコースを選択すれば、かつての1990年代のように1教科4000円をきる。

## 添削指導
郵便やメールなどを利用した通信教育システムである。同じような通信教育システムとして、「進研ゼミ」などが大手として存在する。自宅宛に教材が郵送されてくるので、その問題を解き、付属している返信用封筒に入れるか、解いた問題を撮影し、メールなどデータで返送する（「テキストコース」で学習するか「タブレットコース」で学習するかによって異なる）。
返送された解答用紙を、同社の添削担当者が採点。間違いに対するアドバイスを赤色のペンで記入（添削指導）して、受講生に返送する（タブレットコースの場合、回答をデータで送るため、添削もデータ上で行われる）。
かつては中学生で高校講座を取るなどして、受講生自らが先取り教育を選択することが可能だった。中学生の高校講座成績上位者も多くいた。2022年度からはオープンカリキュラムのために、誰でもいつでも先取りができるようになった。

## 出版物
通信教育のみでなく、一般書店・ネット書店販売用にも数多くの参考書・問題集等を出版している。ただし、全盛期より刊行点数は減った。以下は代表的な書物。教育関連書以外の出版物は少ないが、沼津市に縁のある若山牧水の全集を刊行したことがある。
- 緑本 - 現在は大学入学共通テストのみ。
- 「速読英単語」シリーズ
- 速読英熟語
- 音読英単語
- 速読古文常識
- 「速読速聴・英単語」シリーズ
- ハイスコア！共通テスト攻略シリーズ
- 共通テスト実戦模試シリーズ
- グレードアップ問題集

## テレビCM
CM出演タレント
- 中江有里（1991年）
- 中村雅俊（1996年）
- 亀井有馬（2011年11月30日） - 「気合」篇
- 加藤諒（2012年1月13日） - 「気合・受験」篇
- 岡野謙三（2012年3月） - 「気合・成績」篇
- 溜口佑太朗（ラブレターズ、2012年12月） - 「秀才のぼやき テスト対策」「秀才のぼやき 勉強法」篇
- 学部門吉（2014年1月）
- クロスロード（2014年） - 新海誠監督のCM「クロスロード」が放映された。
- 一番近くて遠い星（2021-2022） - loundraw監督の「サマーゴースト」とのコラボレーション。2022年には新バージョンが公開され、地上波で初めて放映された。

CM内容
「気合」篇の監督は森内崇博。2014年春には新海誠監督のCM作品「クロスロード」が放映された。